# Cappuccino
El cappuccino o caputxino és una beguda d'origen italià que es prepara amb cafè exprés i llet.
També s'hi pot afegir canyella o cacau en pols. El capuccino és una beguda originària d'Itàlia, encara que avui dia, i gràcies especialment a les cadenes de cafeteries internacionals, pot consumir-se fàcilment en qualsevol part del món. A més, és una preparació simple els ingredients de la qual són adquiribles a tot arreu, a diferència d'altres begudes que compten amb ingredients específics del lloc d'origen.

## Ingredients
Els ingredients per elaborar-lo són 25 mil·lilitres de cafè exprés, 125 mil·lilitres de llet, escuma de la mateixa llet i de vegades una mica de cacau o canyella en pols per damunt.